# 2 piger 1 kage
 Ikke at forveksle med 2 Girls 1 Cup.
2 piger 1 kage er en ungdomsfilm fra 2013 instrueret af Jens Dahl efter eget manuskript.

## Handling
2 piger 1 kage handler om Julie (Sara Hjort), der planlægger en nederdrægtig hævn, som hun skjuler i den fineste fødselsdagskage til sin bedste veninde Amalie (Amalie Lindegaard). Filmen er et kammerspil, der rammer ned i de centrale 10 minutter af 24-årige Julies liv, hvor hun prøver at stille sig ansigt til ansigt med den ubærlige uretfærdighed og modgang, der er er overgået hende. Det er et portræt af en ung kvindes forsøg på at samle stumperne op og komme videre.